# Władze Łotwy na emigracji
Premierzy pełniący funkcję prezydentów: (według konstytucji łotewskiej)
- wakat (1940–1944)
- Pauls Kalniņš (1944–1945)
- biskup Jazeps Rancans (1945–1969)
- wakat (1969–1991)

Ministrowie spraw zagranicznych:
- Kārlis Zariņš (1940–1963, rezydował w Londynie)
- Arnolds Spekke (1963–1970 z siedzibą w Waszyngtonie)
- Anatols Dinbergs (1970–1991 z siedzibą w Waszyngtonie)